# 宇木汲田遺跡

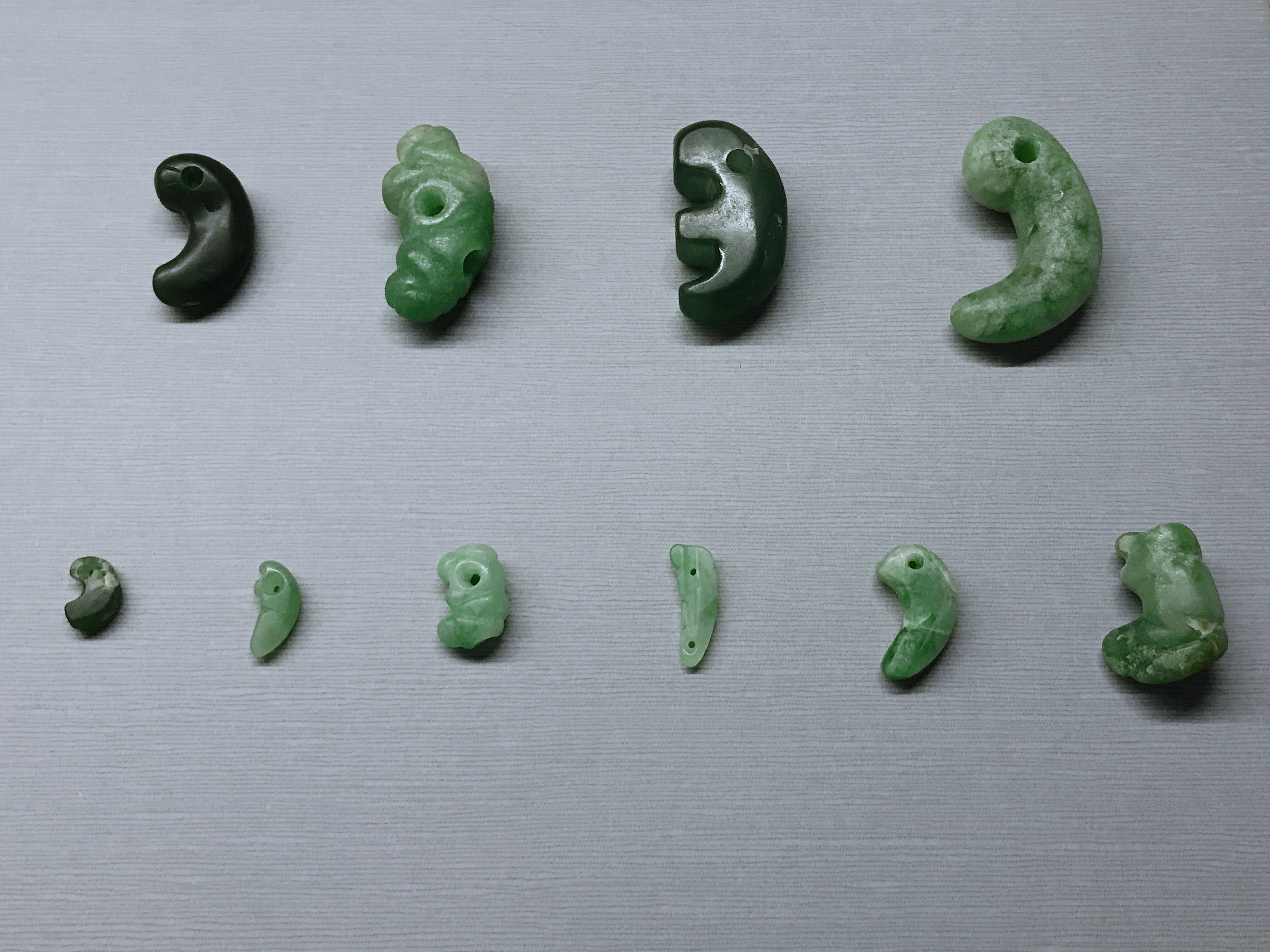
出土した弥生時代中期の糸魚川産ヒスイ（硬玉）製勾玉（佐賀県立博物館所蔵）

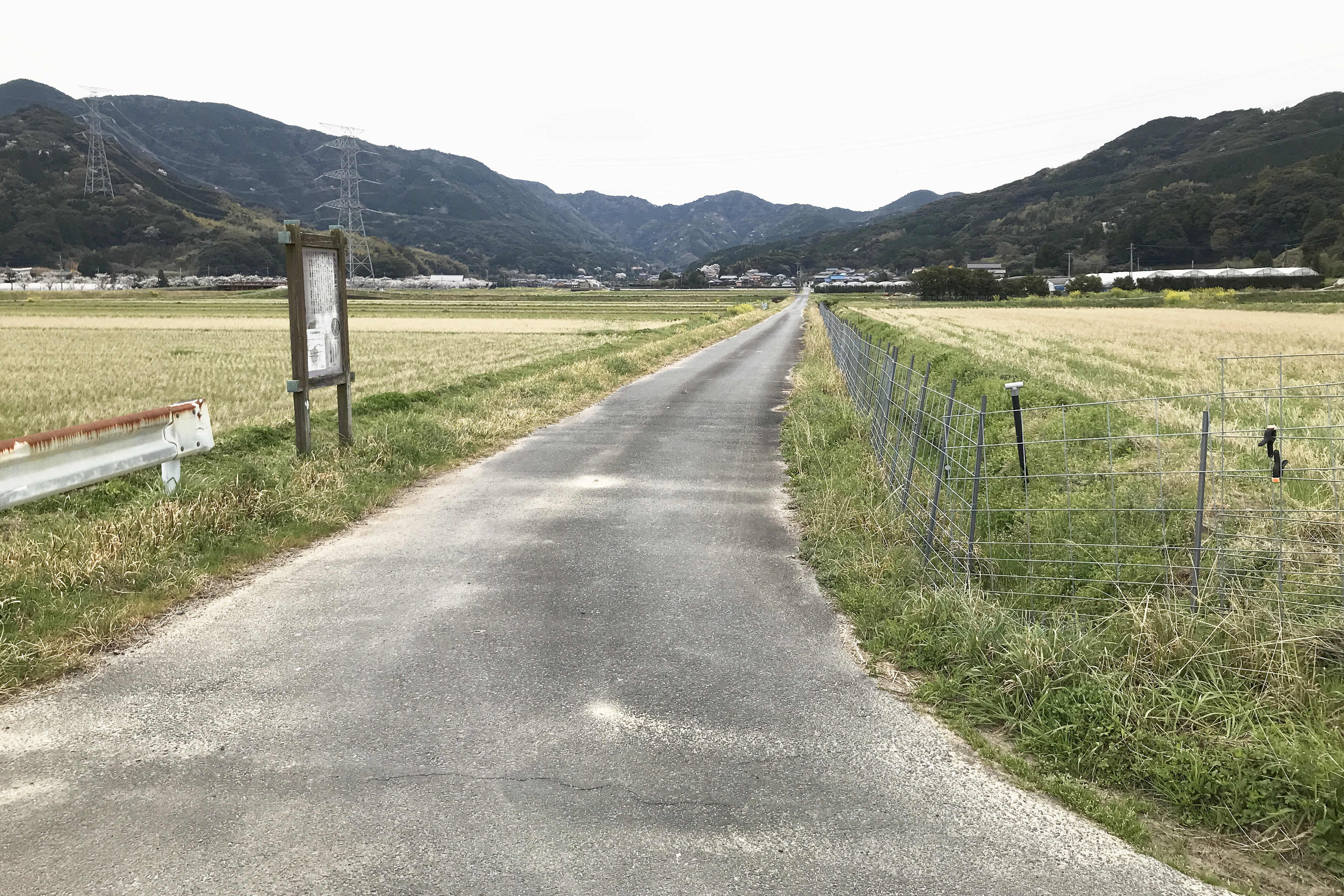
遺跡の表示板周辺

宇木汲田遺跡（うきくんでんいせき）は、佐賀県唐津市宇木にある弥生時代を中心とする遺跡。

## 概要
縄文時代晩期末～弥生時代前期の貝塚と弥生時代前期後半～後期の甕棺墓を中心とする。出土品の一部は1960年に国の重要文化財に指定された。これまでに細形銅剣、細形銅戈、細形銅矛、多鈕細文鏡、銅釧、管玉、勾玉、銅鐸舌などが出土している。1966年に九州大学やパリ大学などにより行われた調査で、縄文時代晩期末の柏崎式（夜臼式）土器単純層から炭化米が見つかり、稲作が縄文時代に遡る可能性が指摘された。また、1984年に九州大学が貝塚を調査したところ、柏崎式（夜臼式）土器単純層から完形台付き鉢や土偶などが見つかった。

## 所在地
佐賀県唐津市大字宇木字汲田・瀬戸口

## 遺構概要
10次にわたる発掘調査により、弥生前期から弥生後期の甕棺墓129基、土壙墓3基が検出されている。 

## 遺物概要
銅剣、銅戈、銅矛、銅釧、銅鏡（多鈕細文鏡）、勾玉、管玉、弥生土器、石斧、などが出土。うち、細形銅剣2口、細形銅矛2口、勾玉、管玉が「肥前唐津宇木出土品」として1960年に国の重要文化財に指定されている。